# 앙리 르롤
앙리 르롤(프랑스어: Henry Lerolle, 1848년 10월 3일~1929년 4월 22일)은 프랑스 파리 출신의 화가이자 미술 수집가, 후원가이다. 그는 아카데미 스위스(Académie Suisse)와 화가 루이 라모트의 스튜디오에서 공부했다.
그의 작품은 1868년, 1885년, 1895년 파리 살롱에 전시되었다. 1889년 르롤은 파리 시청사에 벽화 The Crowning of Science와 The Teaching of Science를 그렸다. 그는 소르본에서 〈이집트로의 비행〉(Fuite en Égypte)을 그렸고, 또한 파리에 위치한 온실인 스콜라 칸토룸(Schola Cantorum)을 설립하는데 참여했으며, St. Martin des Champs 교회에서도 작품을 그렸다. 르롤은 1889년 10월 29일에 레지옹 도뇌르 슈발리에 훈장을 받았다.
르롤의 그림은 메트로폴리탄 미술관, 보스턴 미술관, 오르세 미술관, 샌프란시스코 미술관에 소장되어 있다.

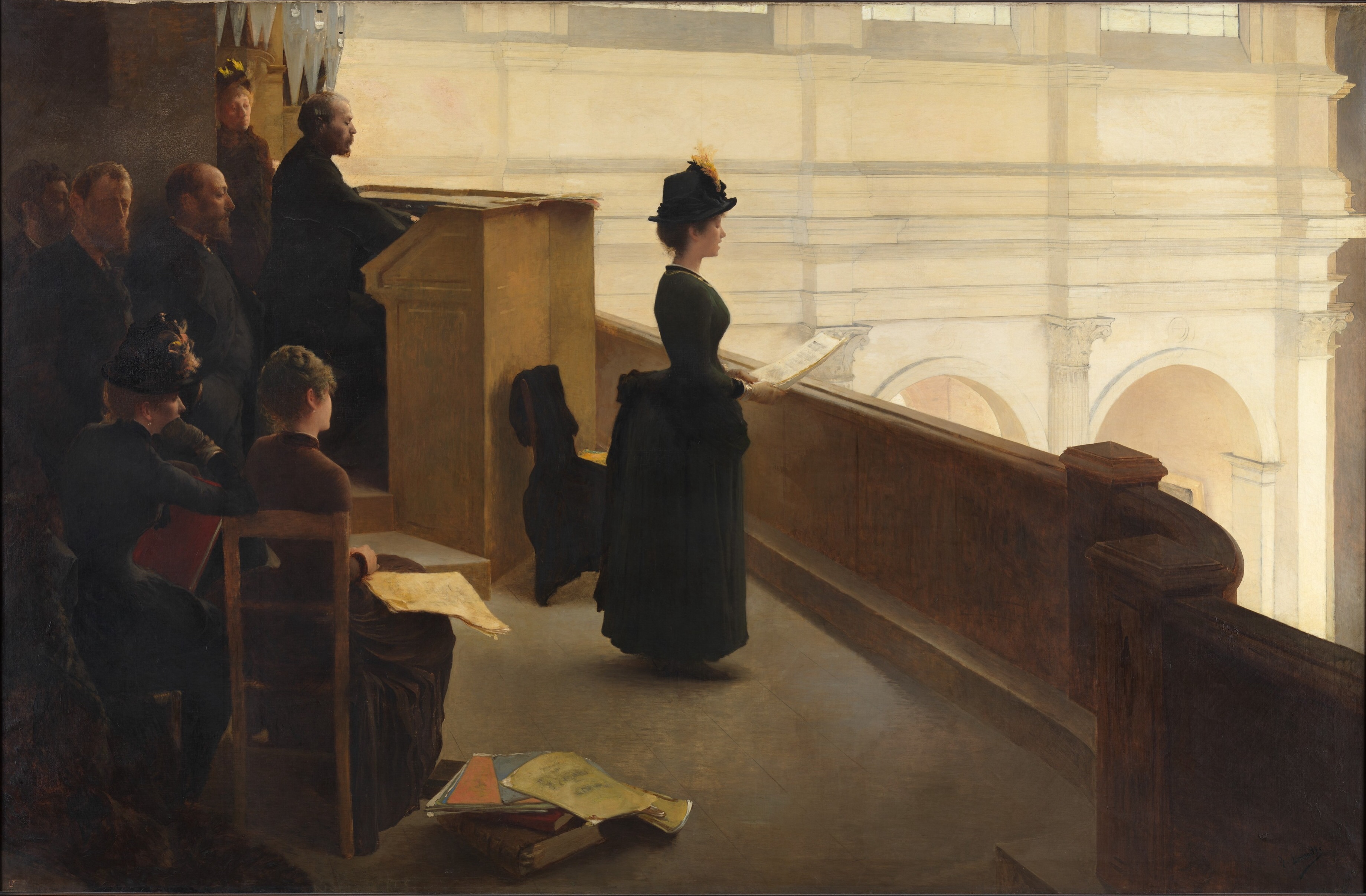
〈오르간 리허설〉(The Organ Rehearsal), 1887년, 메트로폴리탄 미술관

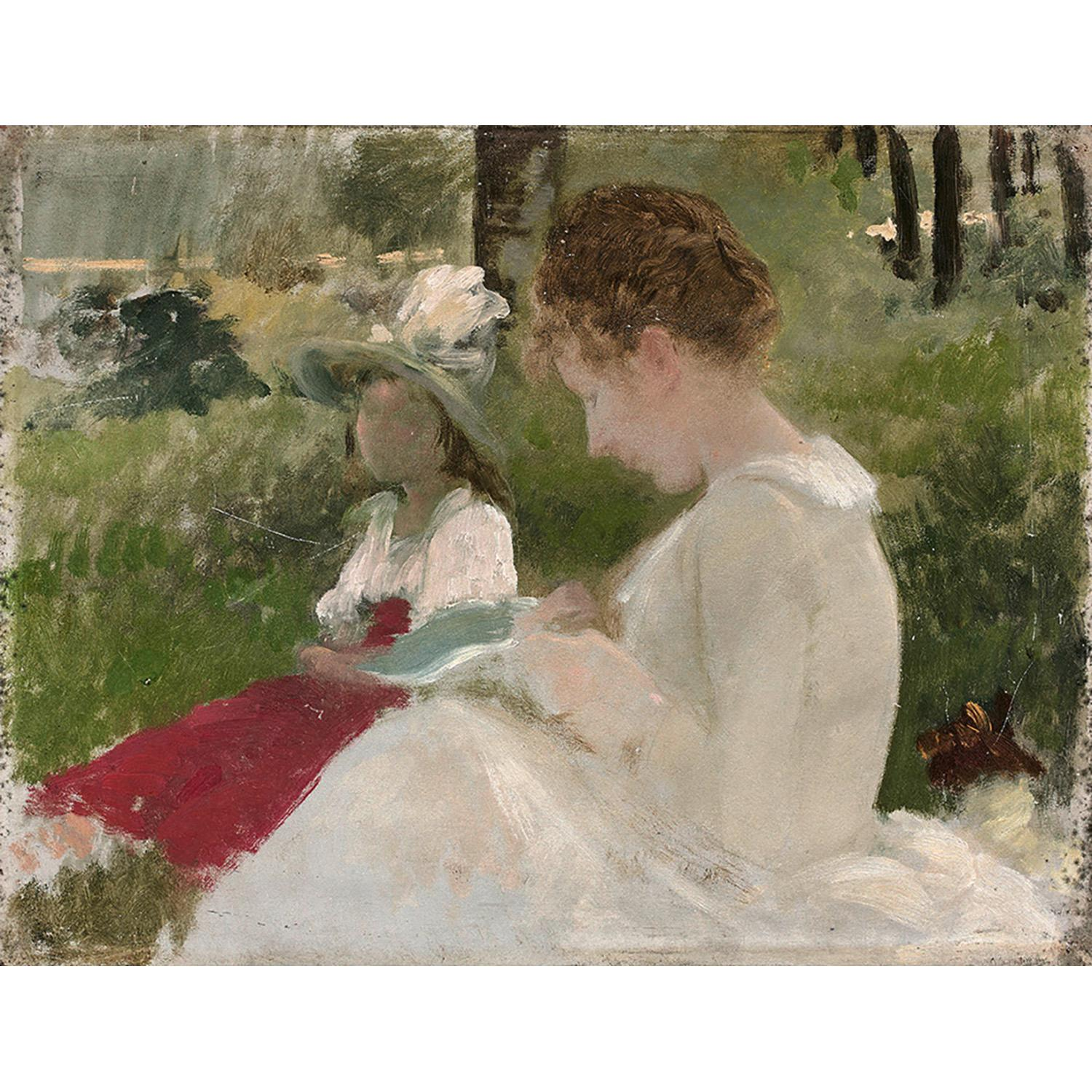
앙리 르롤이 그린 그의 아내 마들렌과 딸 크리스틴, 1890년경

## 후원활동
앙리 르롤은 Catholic Mystery를 포함하여 모리스 드니의 여러 그림을 소유했으며 드니의 첫 번째 주요 후원자로 평가된다. 실제로 드니는 르롤이 "그를 발견했다"고 주장했다. 1892년에 르롤은 드니에게 "L'Echelle dans le Feuillage"("잎사귀 속의 사다리")라는 제목의 자신의 집 천장 벽화를 그려달라고 의뢰했다. 또한 르롤은 화가 에드가 드가와 르누아르의 친구이자 후원자였으며 르누아르는 앙리 르롤과 르롤의 딸의 여러 초상화를 그렸다. 르롤은 또한 앙리 팡탱라투르(르롤의 아내 마들렌 에스쿠디에를 그리기도 함), 장바티스트 카미유 코로, 폴 고갱 등의 작품을 소유했다.

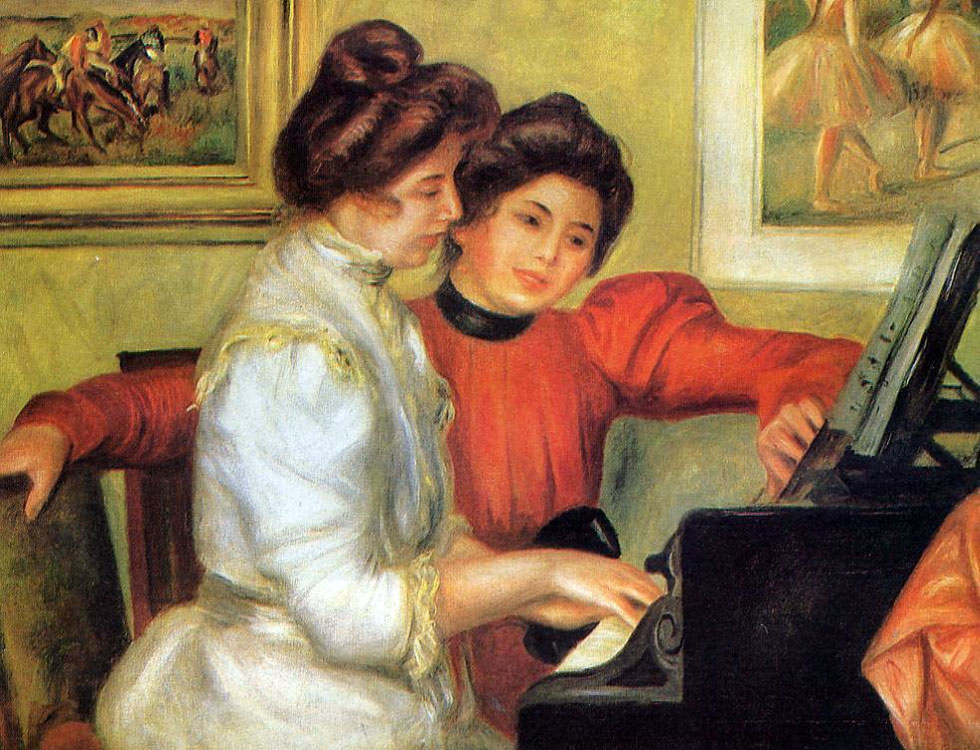
오귀스트 르누아르가 그린 〈피아노를 연주하는 이본느와 크리스틴〉, 1897~1898, 오랑주리 미술관

르롤의 아내의 여동생 Jeanne은 작곡가 에르네스트 쇼송과 결혼했으며 뒤케스네(Duquesne) 거리에 있었던 당시 르롤의 집은 예술가들 뿐만 아니라 뱅상 당디, 클로드 드뷔시, 폴 뒤카스 등 당대 음악가들의 만남의 장소였다. 르롤을 통해 만난 Chausson은 모리스 드니에게도 작품을 의뢰했다. 르롤은 바이올리니스트이자 작곡가이기도 했다.
드뷔시는 1894년에 르롤의 딸 이본느(1877년 출생)에게 〈잊혀진 영상〉(Images Oubliées)을 포함하여 여러 피아노 작품곡을 헌정했다. 이본느 르롤은 화가 베르트 모리조의 딸인 쥘리 마네(Julie Manet)의 친구였다. 또한 르롤의 두 딸은 그의 친구이자 사업가였던 앙리 루아르(Henri Rouart)의 아들들과 결혼했다.